# Oameni de zăpadă/Pastorală
Oameni de zăpadă/Pastorală este al doilea material discografic al formației Roșu și Negru, apărut la Electrecord în anul 1974. Cele două piese prezente pe acest disc single sunt înregistrări Radio.

## Lista pieselor
1. Oameni de zăpadă (Nancy Brandes / Eugen Rotaru)
2. Pastorală (Nancy Brandes / Luminița Ciubotaru)

## Componența formației
- Nancy Brandes – orgă, pian, lider
- Nicky Dorobanțu – chitară solo
- Geza Baranyi – chitară bas
- Ovidiu Lipan – tobe

Alți colaboratori:
- Constantin Mardare – trompetă
- Dumitru Buhnici – trompetă
- Dumitru Bosnea – trombon
- grupul vocal Aurora: Aurora Andronache, Cornelia Andreescu, Ileana Popovici